# Zbigniew Dąbrowski (hematolog)
Zbigniew Dąbrowski (ur. 1936 we Lwowie) – biolog eksperymentalny, hematolog i fizjolog, profesor nauk przyrodniczych, autor lub współautor ponad dwustu prac naukowych, nauczyciel akademicki Uniwersytetu Jagiellońskiego i Akademii Wychowania Fizycznego w Krakowie, w 2006 kierownik Zakładu Hematologii Eksperymentalnej UJ.

## Życiorys
W 1957 ukończył studia magisterskie z biologii na Uniwersytecie Jagiellońskim. W 1965 uzyskał stopień doktora nauk przyrodniczych ze specjalizacją biologii na UJ. W 1974 habilitował się w naukach przyrodniczych, ze specjalnością fizjologia zwierząt. W 1987 uzyskał tytuł profesora nauk przyrodniczych.
Wśród jego specjalizacji badawczych były: fizjologia krwi, fizjologia starzenia, rehabilitacja, fizjoterapia, wpływ substancji toksycznych na organizm ze szczególnym uwzględnieniem metali ciężkich, reologiczne i hematologiczne właściwości krwi pod wpływem wysiłku fizycznego, wpływu niskiej temperatury. Był promotorem w ośmiu przewodach doktorskich. Opublikował jako autor lub współautor ponad dwieście oryginalnych prac w recenzowanych czasopismach naukowych. Był członkiem Komisji Biologicznej Polskiej Akademii Nauk.
W 1980 był współzałożycielem Polskiego Klubu Ekologicznego (PKE); był skarbnikiem Zarządu Głównego PKE. Od 5 lipca 2006 roku do 30 września 2006 był kierownikiem Zakładu Hematologii Eksperymentalnej Uniwersytetu Jagiellońskiego.

## Książki

### Monografie
- Fizjologia krwi. Wybrane zagadnienia Fizjologia krwi, tom I i II, Wydawnictwo Naukowe PWN 2000, Warszawa,
- Fizjologia starzenia się. Profilaktyka i rehabilitacja (współautorzy: Anna Marchewka, Jerzy A. Żołądź),  Wydawnictwo Naukowe PWN 2012, Warszawa[3].

### Redakcja
- Fizjologia starzenia się. Profilaktyka i rehabilitacja (współredakotrzy: Anna Marchewka, Jerzy A. Żołądź), Wydawnictwo Naukowe PWN 2012, Warszawa. Tamże: rozdział Hematologiczne i reologiczne zmiany w procesie starzenia (współautorka: Aneta Teległów)[3],
- Hematologia sportowa (redakcja naukowa, współredaktorki: Anna Marchewka, Aneta Teległów), Wydawnictwo Lekarskie PZWL 2022, Warszawa[5].